# Straßenbahn Gorzów Wielkopolski
Die Straßenbahn Gorzów Wielkopolski ist das Straßenbahnsystem der Stadt Gorzów Wielkopolski (deutsch: Landsberg an der Warthe) im heute polnischen Teil des Lebuser Landes (Woiwodschaft Lebus, Republik Polen). Die elektrische Bahn in Normalspur ist, mit zwei Unterbrechungen, seit 1899 in Betrieb. Nach einer grundlegenden Modernisierung in der Zeit seit dem EU-Beitritt Polens bildet sie wieder das Rückgrat des öffentlichen Personennahverkehrs in der Stadt.

## Entstehung der Straßenbahn

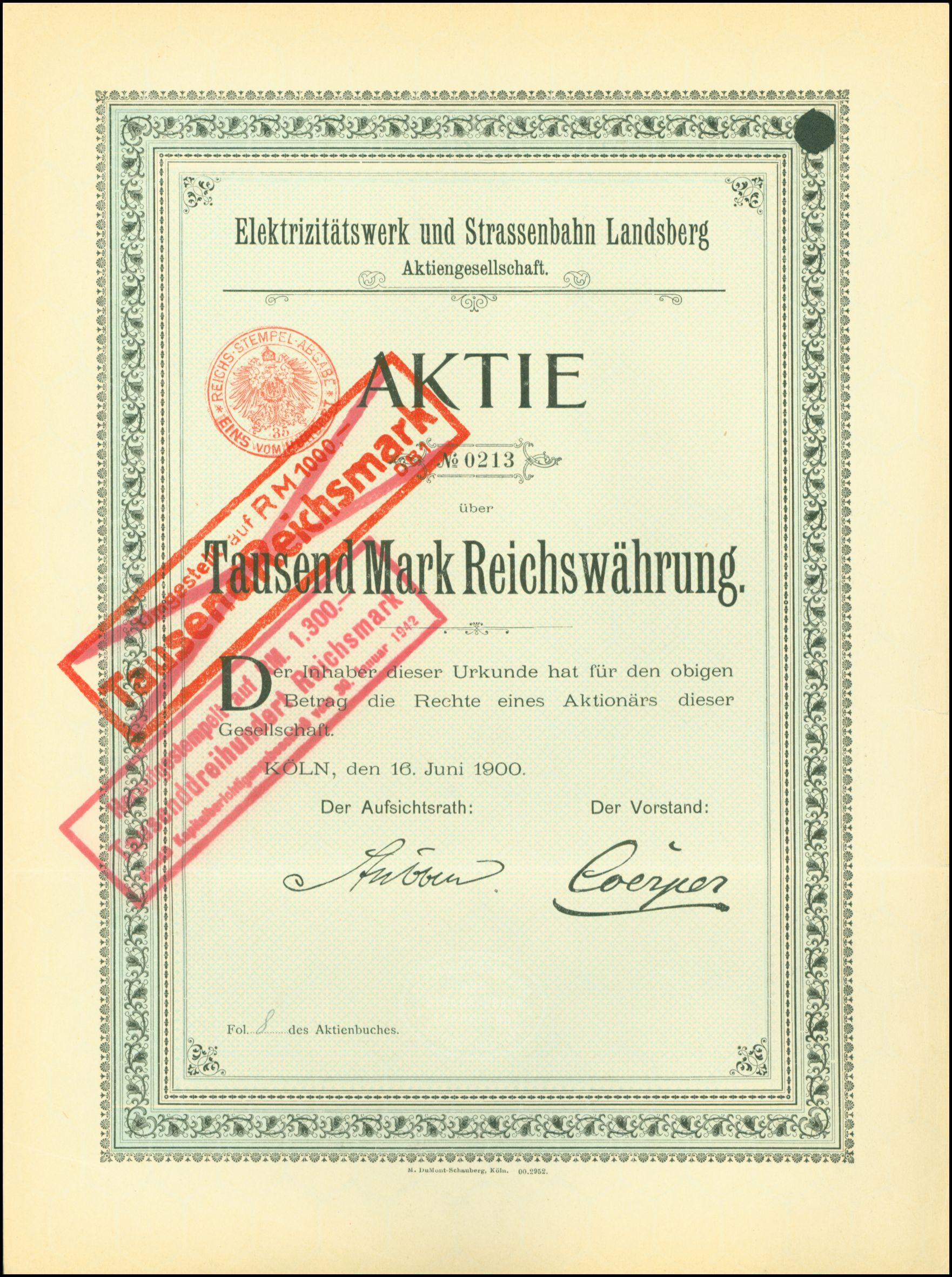
Aktie über 1000 RM der Elektrizitätswerk und Strassenbahn Landsberg AG vom 16. Juni 1900

Gorzów Wielkopolski gehörte einst zur preußischen Neumark und ist heute die größte Stadt der Woiwodschaft Lebus und Sitz des von der polnischen Zentralregierung für Lebus eingesetzten Wojwoden. Sie liegt im westlichen Teil Polens am Fluss Warthe, rund 80 km nordöstlich von Frankfurt (Oder) und 130 km nordwestlich von Posen.
Als die Stadt am Ende des 19. Jahrhunderts etwa 35.000 Einwohner hatte, bemühte sich die Stadt um ein modernes Verkehrsmittel. Die Helios Elektricitäts-AG aus Köln am Rhein gründete am 16. Juni 1900 die Elektrizitätswerk und Strassenbahn Landsberg AG. Diese übernahm die am 29. Juli 1899 durch die Stadt Landsberg eröffnete elektrische Straßenbahn.
Die in Normalspur gebaute erste Strecke führte vom Staatsbahnhof über den Marktplatz zu den Kasernen im Norden der Stadt mit einer kurzen Abzweig zu den Zanziner Anlagen. Die zweite Strecke verband ab dem 7. Juli 1904 den Marktplatz mit dem Hopfenbruch im Osten.
Mehr als eine Million Fahrgäste wurden erstmals im Geschäftsjahr 1911 befördert. Im Jahr 1914 war das Schienennetz 6,6 Kilometer lang und wurde von zwölf Triebwagen und zwei Beiwagen befahren.
Die Inflationszeit nach dem Ersten Weltkrieg zwang die Gesellschaft, die seit 1912 nicht mehr zur Helios-Gruppe gehörte, den Betrieb 1921 einzustellen; erst im Jahr 1924 konnte er wieder aufgenommen werden. Es kam zu zwei kleineren Streckenneubauten, einmal vom Marktplatz zur Kanalbrücke im Süden und zum anderen von der Ecke Bahnhofstraße zur Friedrichstadt im Westen. Damit besaß das kreuzförmige Streckennetz 8,1 Kilometer Länge.
In den 1930er Jahren wurden zwei Linien bedient:
- Friedrichstadt – Marktplatz – Hopfenbruch
- Kanalbrücke – Marktplatz – Kasernen / Zanziner Anlagen

Vom Bahnhof gab es nur noch, im Anschluss an ankommende Züge der Deutschen Reichsbahn, einzelne Fahrten zum Marktplatz. Die Statistik für das Geschäftsjahr 1939 weist 15 Triebwagen und drei Beiwagen aus. Diese legten insgesamt 517.000 Wagenkilometer zurück. Die Zahl der beförderten Personen betrug zwei Millionen. Ferner waren drei Omnibusse vorhanden, die auf zwei Linien mit einer Gesamtlänge von sechs Kilometern verkehrten. Der Omnibusbetrieb war am 23. Januar 1937 eröffnet worden.

## Umstieg zum Obus-Betrieb im Dritten Reich
Weil die Stadt weiterhin ein leistungsfähiges öffentliches Verkehrsmittel benötigte, jedoch die Erneuerung der Straßenbahn In Folge der NS-Rüstungspolitik und der daraus resultierenden Einsparung von Stahl – auch für Schienen – unmöglich erschien, entschloss sich die Gesellschaft 1941, Oberleitungsbusse einzuführen. Der Umbau der Oberleitung begann 1942 und war im Juni 1943 vollendet. Jedoch ließ die zögerliche Anlieferung der bestellten Fahrzeuge nur eine allmähliche Aufnahme des Obusverkehrs zu. Dieser begann im Juli 1943 mit der acht Kilometer langen Linie 2 von der Friedrichstadt über Marktplatz – Paradeplatz – IG-Farben zur Landesanstalt.
Ab Februar 1944 ersetzte die 4,5 Kilometer lange Linie 1 die Straßenbahn zwischen Bahnhof und Hohenzollernplatz über Marktplatz und Paradeplatz. Obwohl eine dritte Strecke vom Marktplatz über Kanalbrücke zum Kurzen Weg betriebsbereit war, konnten hier wegen des Wagenmangels nur vereinzelt Obusse eingesetzt werden. Deshalb fuhr die seit Juli 1943 „offiziell“ stillgelegte Straßenbahn weiterhin bis zur Kanalbrücke.
Das Kapital der E-Werk- und Straßenbahn-Gesellschaft verteilte sich zuletzt auf die
- Elektrische Licht- und Kraftanlagen AG, Berlin mit 75 % und die
- Gesellschaft für Elektrizitäts-Anlagen mbH, Berlin mit 25 %.

Eine Besonderheit des Landsberger Obus-Betriebs stellte eine elektrische Zugmaschine dar, die ihren Strom aus der Obus-Fahrleitung bezog. Mit diesem Oberleitungslastkraftwagen wurden Kohlen vom Hafen an der Warthe zum E-Werk, zum Gaswerk und zur Landesanstalt befördert. Dafür wurde noch eine über einen Kilometer lange Zweigstrecke angelegt. Dieser Güterverkehr bestand nur von 1943 bis 1945 und diente der Einsparung von Kraftstoffen wegen des Krieges.
Als sich die Rote Armee am 30. Januar 1945 der Stadt näherte, wurde der gesamte Betrieb eingestellt.

## Weiterbetrieb der Straßenbahn nach dem Zweiten Weltkrieg

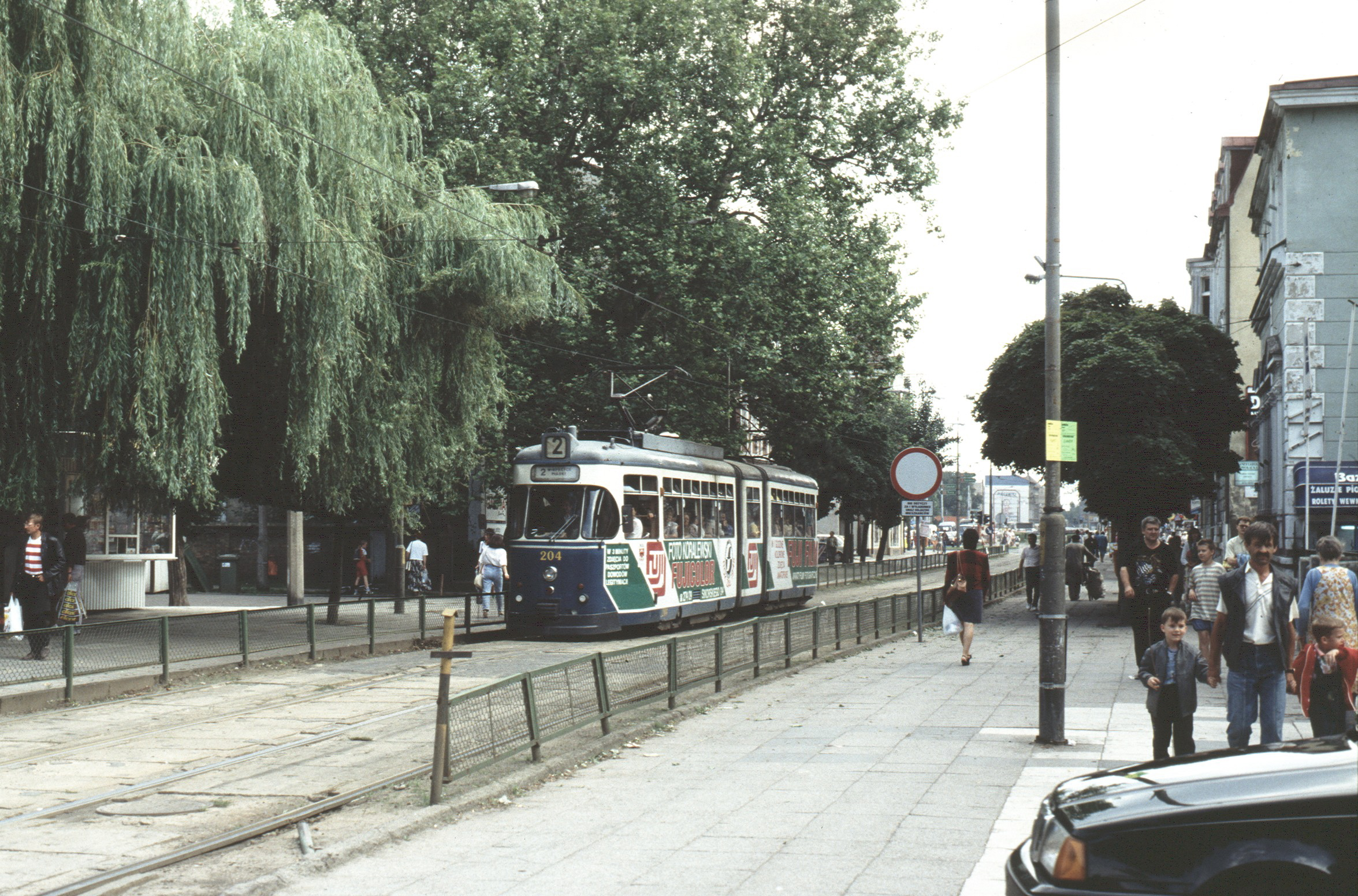
Gebrauchtfahrzeug Credé GT4 204 (ex Kassel 268) (1996)

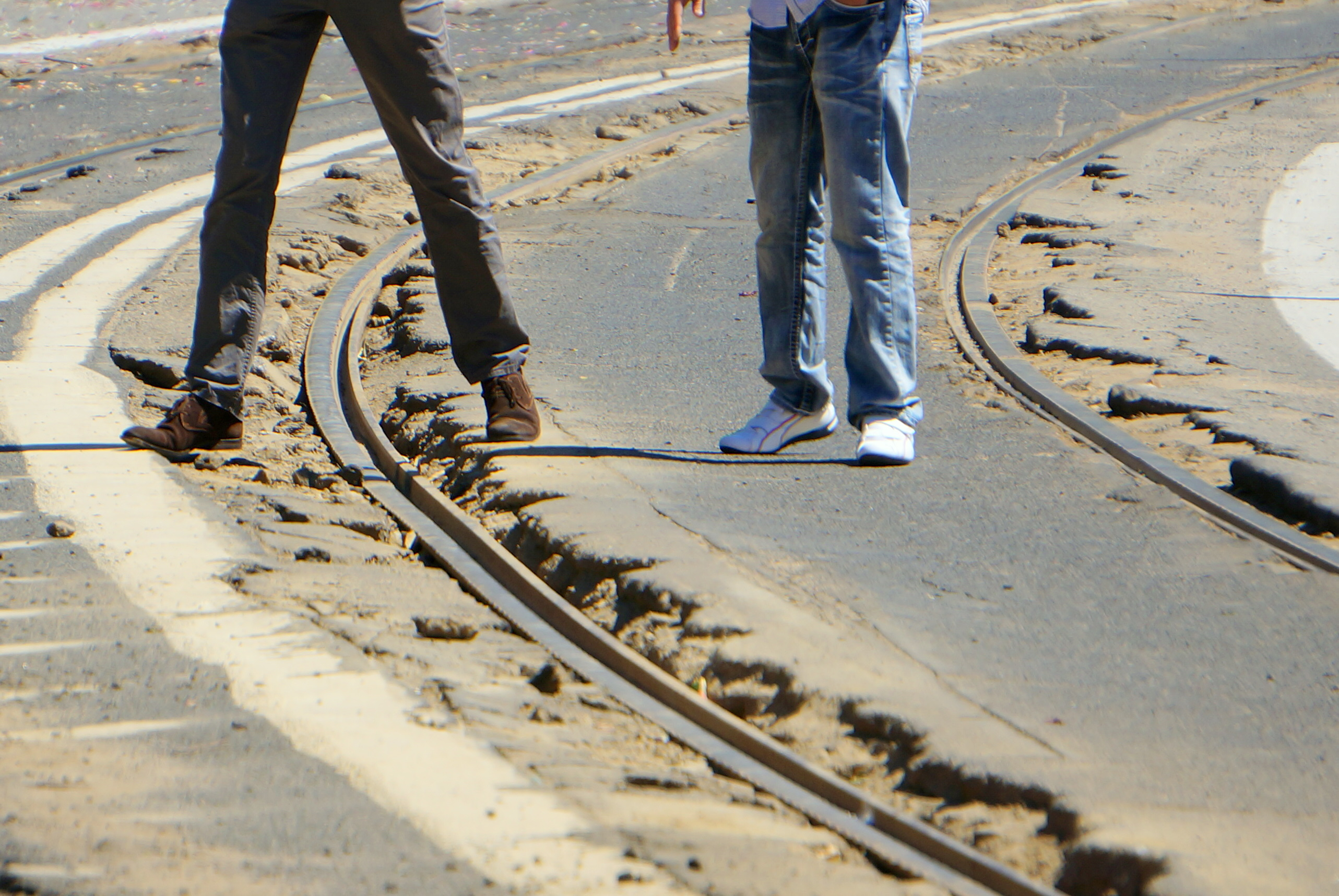
Die Gleisanlagen waren noch Mitte der 2010er Jahre oft in einem desolaten Zustand

Nach dem Zweiten Weltkrieg nahm die neue polnische Stadtverwaltung den fast völlig eingestellten Straßenbahnbetrieb nach und nach wieder in Betrieb, zumal das Schienennetz weitgehend noch vorhanden war, 1947 auf einer Linie, ab 1949 auf zwei Linien. Die Obus-Fahrzeuge wurden nicht mehr eingesetzt und an die Stadt Posen abgegeben; die Fahrleitung wurde wieder für den Straßenbahnbetrieb hergerichtet.
1955 wurde der Städtische Verkehrsbetrieb Gorzów Wielkopolski (Miejski Zakład Komunikacji w Gorzowie Wielkopolskim) gegründet.
Im Laufe der Zeit wurde das frühere Schienennetz um folgende Abschnitte erweitert:
- von der Kaserne nach der Dzierzynskiego (Hohenzollernplatz),
- von der Zechower Straße zur Elektrownia (Landesanstalt) und zur Silwana.

Dabei wurden fast alle Strecken zweigleisig ausgebaut und zum Teil auf eine neue Trasse verlegt.
Außerdem wurde das Depot am Bahnhof, wo eine Schleife angelegt wurde, aufgegeben und am Ende der um zwei Kilometer nach Westen bis Wieprzyce verlängerten Strecke neu errichtet.
Andererseits wurden die Zweigstrecken zum Hopfenbruch und zu den Zanziner Anlagen stillgelegt; schließlich unterblieb die bereits begonnene Erneuerung der Strecke vom Marktplatz über die Kanalbrücke zur Kobylogorska (Kurzer Weg). (Laut Pharus-Stadtplan aus den 1920er Jahren hieß diese Straße „Kuburger Straße“.)
Im Jahr 1985 waren fünf Straßenbahnlinien vorhanden:
10 Wieprzyce – Marktplatz – Silwana (im Nordosten)
20 Wieprzyce – Marktplatz – Osiedle Piaski (im Norden)
30 Osiedle Piaski – Marktplatz – Silwana
40 Dworzec Glowny (Bahnhof) – Marktplatz – Silwana
50 Dworzec Glowny (Bahnhof) – Osiedle Piaski
Die Linien 4 und 5 verkehrten jedoch nicht zur gleichen Tageszeit.
In den 1990er Jahren wurde die Zahl der Linien reduziert; 1995 gab es nur noch drei Linien:
10 Wieprzyce – Piaski
20 Wieprzyce – Silwana
30 Silwana – Piaski
Neben polnischen Straßenbahnfahrzeugen wurden ab Anfang der 1990er Jahre von der Straßenbahn Kassel übernommene Triebwagen der Baureihe 4EGTW übernommen. Später wurden Kasseler Triebwagen vom Typ 6ZGTW eingesetzt. Bei letzteren handelte es sich um Duewag-Einheitswagen in Einrichtungs- und Zweirichtungsausführung, die in Lizenz von den Kasseler Herstellern Credé und Wegmann gebaut wurden, lediglich Türen und Drehgestelle wurden von Duewag geliefert. Die Front der Wegmann-Triebwagen weicht, anders als die der bei Credé gebauten Fahrzeuge, vom Duewag-Design ab. Da in Gorzów keine Zweirichtungsfahrzeuge benötigt werden, wurden bei diesen Wagen die Türen auf einer Seite verschlossen, der Fahrersitz am hinteren Ende ausgebaut und die dort befindlichen Armaturen mit abschließbaren Klappen versehen. Die ursprünglich mit Blechschildern bestückten Kästen zur Anzeige der Liniennummer und des Fahrziels wurden inzwischen weitgehend ersetzt durch Matrixanzeigen in Leuchtdiodentechnik.
Von Ende 2009 bis Ende 2011 waren die beiden Linien 4 und 5 mit einzelnen ungetakteten Fahrten werktags wieder in Betrieb, damit war der Bahnhof wieder am Straßenbahnnetz. Am 2. Januar 2012 wurden die 4 und 5 wieder eingestellt, da die Subventionen gekürzt wurden. Die Linien 1, 2 und 3 bieten werktags einen 15-Minuten-Takt und am Wochenende einen 20-Minuten-Takt. Durch die Linienüberlagerung auf allen Streckenästen ergibt sich ein kombinierter Takt mit etwa halben Intervallzeiten.
2011 waren für den Betrieb folgende Triebfahrzeuge vorhanden: 17 Kostal 105N/105Na, 11 6EGTW, 7 6ZGTW und ein historischer 4N.

## Umfassende Modernisierung

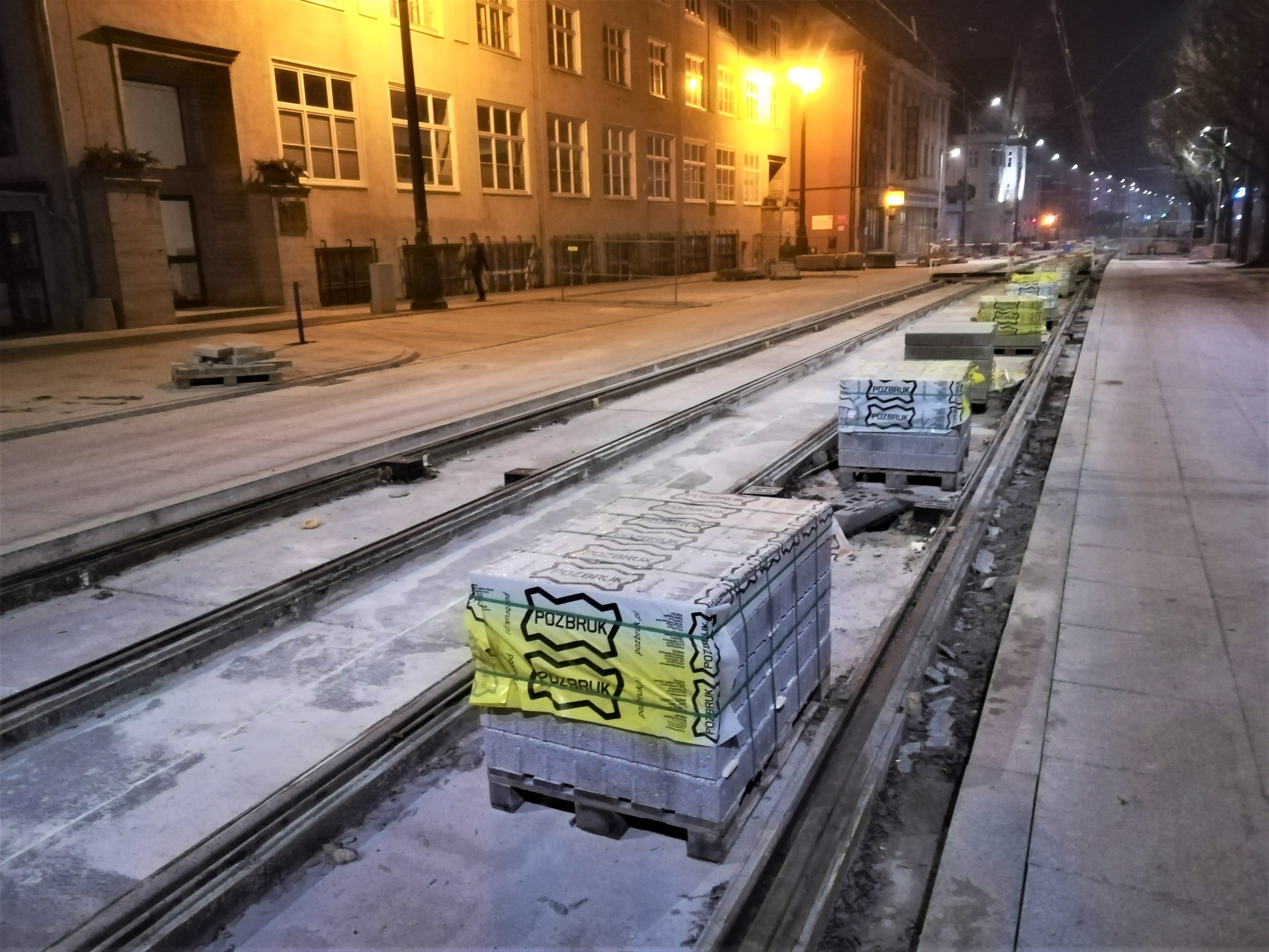
Neubau der Gleisanlagen im Innenstadtbereich (2019)

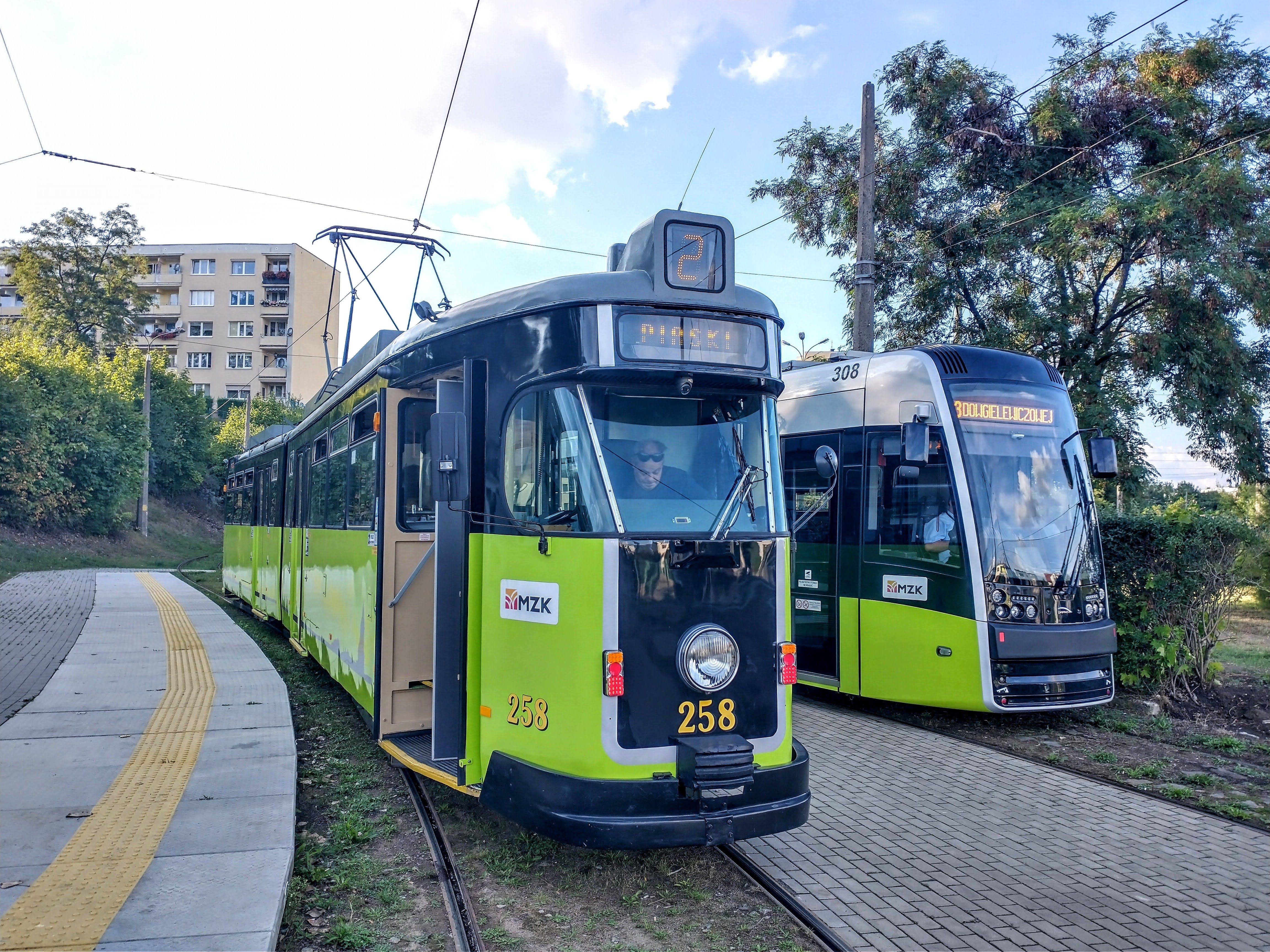
Modernisierte und neu beschaffte Fahrzeuge mit einheitlichem Erscheinungsbild (2022)

Im Dezember 2013 beschloss der örtliche Stadtrat, das zu dem Zeitpunkt desolate Straßenbahnnetz umfassend zu erneuern und um zwei Linien zu erweitern. Der Betreiber plante eine neue Umsteigestation am Bahnhof. Zu diesem Zeitpunkt fuhren in Gorzów nur noch gebrauchte Kasseler Triebwagen, und zwei Linien waren wegen fehlender finanzieller Mittel außer Betrieb. Die Wendeschleife am Bahnhof war zu diesem Zeitpunkt nicht an das Netz angebunden.
Ab dem 1. Oktober 2017 wurde die umfassende Erneuerung der Gleisanlagen durchgeführt. Währenddessen war das an einem Streckenende liegende Depot Wieprzyce, die Aleje 11 Listopada, auf der Schiene nicht mehr erreichbar. Deswegen wurde der komplette Straßenbahnbetrieb zum zweiten Mal in seiner Geschichte vorübergehend eingestellt, es wurde ein Bus-Ersatzverkehr angeboten.
Ende 2017 wurden die Konstal-105N-Fahrzeuge 89, 92, 98 und 99 sowie die Konstal-105Na-Fahrzeuge 114, 115, 119, 120, 121, 122, 126, 131 und 133 sowie der nicht mehr vollständig vorhandene Düwag 6EGTW 265 als Schrott verkauft. Im März 2019 folgten die Düwag 6EGTW 251, 262–264 und 266, wobei die Fahrzeuge 251 und 266 nicht mehr komplett waren.
Der Straßenbahnbetrieb Gorzów bestellte beim polnischen Schienenfahrzeughersteller Pesa in Bydgoszcz 14 neue Fahrzeuge des Typs 2015N Twist von Pesa. Die Fahrzeuge sind 24,2 m lang und 2,4 m breit und bieten 48 Fahrgästen einen Sitz- und 170 einen Stehplatz. Die Fahrzeuge sind Zweirichtungswagen und vollständig niederflurig. Die neuen Fahrzeuge erreichen eine Geschwindigkeit von bis zu 80 km/h. Ihre Lieferung erfolgte ab dem Jahr 2018, bis Anfang Oktober 2019 waren zwölf Stück eingetroffen. Einige der Credé- und Wegmann-GT6 erhielten einen schwarz/neongrünen Neulack und sollen im Bestand erhalten bleiben. Die Triebwagen 117 und 134 der Bauart 105Na sollen als historische Wagen erhalten bleiben.
Der auf September 2019 verschobene Termin zur Wiedereröffnung konnte nicht eingehalten werden. Nach Ausbruch der COVID-19-Pandemie in Polen fand am 17. April 2020 eine öffentliche Probefahrt vom Depot Wieprzyce zur Wendeschleife Silwana mit einem neuen PESA-Triebwagen mit dem Stadtpräsidenten Jacek Wójcicki, der Vizepräsidentin Agnieszka Surmacz und Vertretern der Industrie sowie der Presse statt. Zahlreiche Schaulustige verfolgten mit Kameras das Ereignis an den Straßen. Geplant war die Wiedereröffnung des Betriebes am Stadtgeburtstag am 2. Juli 2020. Bei der Fahrt wurden, da die Neufahrzeuge von Pesa breiter sind, noch Mängel wie im Lichtraumprofil stehende Verkehrsschilder oder Hecken festgestellt.

## Fahrzeugbestand
| Bild                       | Modell                     | Jahr der Indienststellung  | Niederflurig               | Anzahl |
| -------------------------- | -------------------------- | -------------------------- | -------------------------- | ------ |
|                            | Konstal N                  | 1995                       | Nein                       | 1      |
|                            | Konstal 105N/Na            | 1975                       | Nein                       | 4      |
|                            | Credé 6EGTW                | 1995                       | Nein                       | 4      |
|                            | Wegmann 6ZGTW              | 1999                       | Nein                       | 7      |
|                            | Pesa 2015N Twist           | 2019                       | Ja                         | 14     |
| Gesamtzahl                 | Gesamtzahl                 | Gesamtzahl                 | Gesamtzahl                 | 31     |
| Anteil der Niederflurwagen | Anteil der Niederflurwagen | Anteil der Niederflurwagen | Anteil der Niederflurwagen | 45 %   |

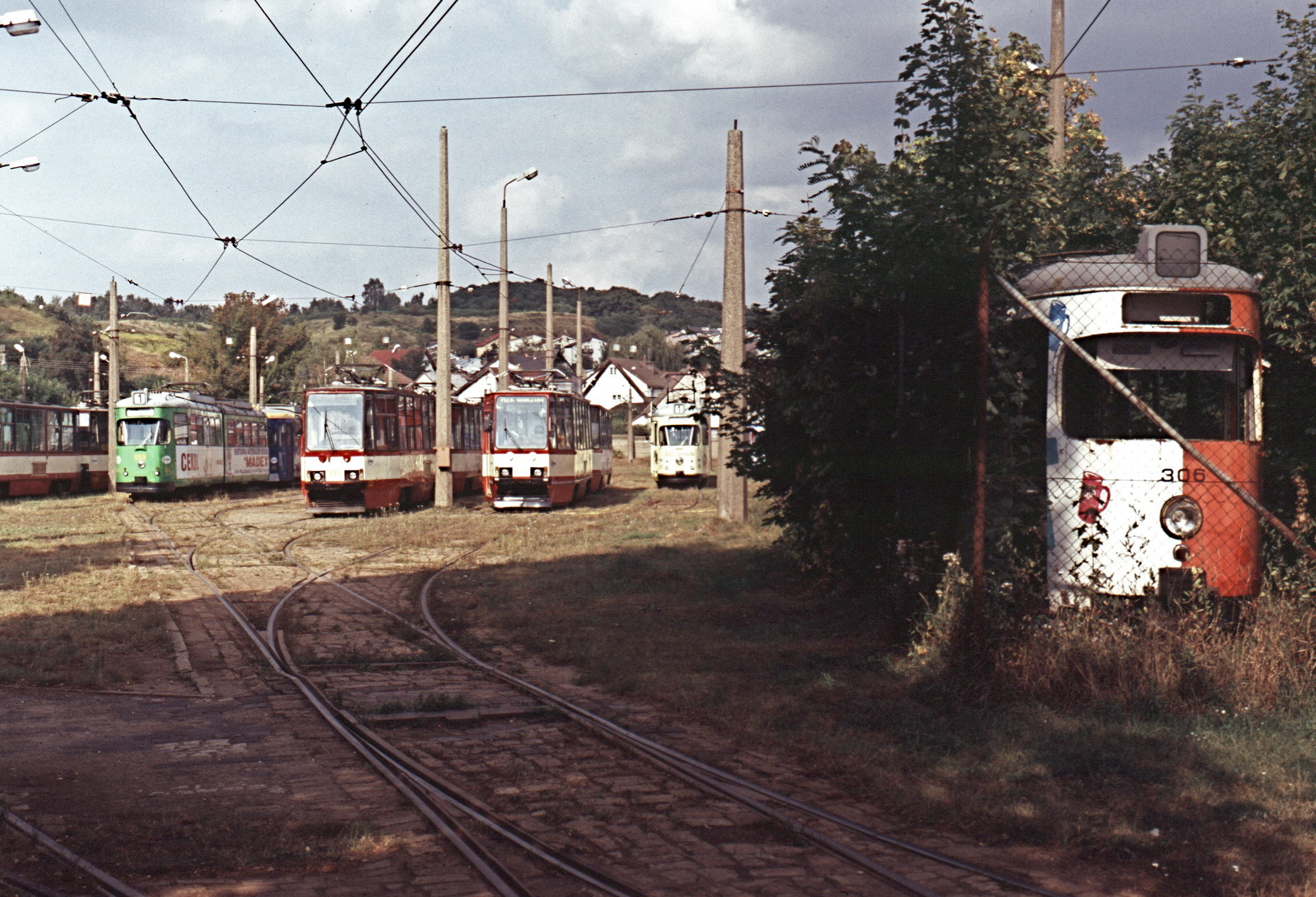
Konstal- und Wegmann-Wagen im Betriebshof an der Ul. Dobra (2009)

Im April 2025 wurde eine Ausschreibung zur Beschaffung von sieben und optional neun weiteren Niederflurwagen veröffentlicht. Diese sollen 24 bis 26 Meter lang, dreiteilig und als Zweirichtungswagen ausgerüstet sein. Nur Pesa bot Fahrzeuge an, erneut solche der Plattform Twist.